# Luxemburg i olympiska sommarspelen 1976
Luxemburg deltog med 8 deltagare vid de olympiska sommarspelen 1976 i Montréal. Ingen av landets deltagare erövrade någon medalj.

## Cykling
Herrarnas linjelopp
- Lucien Didier — fullföljde inte (→ ingen placering)
- Marcel Thull — fullföljde inte (→ ingen placering)

## Friidrott
Herrarnas höjdhopp
- Marc Romersa
  - Kval — 2,05m (→ gick inte vidare)

Herrarnas 20 km gång
- Lucien Faber — 1:36:21 (→ 28:e plats)

## Fäktning
Herrarnas värja
- Roger Menghi
- Robert Schiel